# Sándor Noszály
Sándor Noszály (ur. 16 marca 1972 w Budapeszcie) – węgierski tenisista, reprezentant w Pucharze Davisa, olimpijczyk z Barcelony (1992) i Atlanty (1996).

## Kariera tenisowa
Zawodowym tenisistą został w 1988 roku.
W grze pojedynczej Noszály uczestniczył we wszystkich turniejach wielkoszlemowych oprócz US Open. W przeciągu swojej kariery nie wygrał zawodów zaliczanych do cyklu ATP World Tour i niższej rangi ATP Challenger Tour.
W grze podwójnej Węgier wygrał tytuł ATP Challenger Tour w 1994 roku w Taszkencie wspólnie z Karimem al-Alamim.
Noszály w latach 1989–1996 reprezentował Węgry w Pucharze Davisa. Bilans zawodnika w turnieju wyniósł 15 zwycięstw i 16 porażek w singlu oraz 4 przegrane mecze w deblu.
Reprezentował swój kraj na igrzyskach olimpijskich w Barcelonie (1992) i Atlancie (1996) w konkurencji gry pojedynczej. Za każdym razem odpadał w 1 rundzie, w Barcelonie pokonany przez Marka Koevermansa, a w Atlancie przez Olega Ogorodova.
W rankingu gry pojedynczej najwyżej był na 95. miejscu (19 września 1995), a w klasyfikacji gry podwójnej na 192. pozycji (29 maja 1995).
Pięciokrotnie został uznany najlepszym tenisistą roku na Węgrzech: w 1989, 1990, 1991, 1993 i 1995.

## Życie prywatne
Ma córkę Szonję (ur. 2003), jednak niedługo po narodzinach córki rozstał się z matką dziecka, Ildikó. W 2008 roku związał się z aktorką Henriett Novák, z którą w 2010 roku wyjechał do USA. W 2013 roku para rozstała się. Jego ojciec, Sándor Noszály senior, był skoczkiem wzwyż i olimpijczykiem z 1960, a siostra Andrea również uprawiała tenis.